# Asimoneura indecora
Asimoneura indecora är en tvåvingeart som först beskrevs av Friedrich Hermann Loew 1861.  Asimoneura indecora ingår i släktet Asimoneura och familjen borrflugor. Inga underarter finns listade.